# Punto di sella

Un punto di sella (in rosso) del grafico di z=x^{2}−y^{2}.

In analisi matematica, un punto di sella di una funzione reale di più variabili reali {\displaystyle f:\mathbb {R} ^{n}\to \mathbb {R} } è un punto critico {\displaystyle P} del dominio della {\displaystyle f} in cui la matrice hessiana risulti: o indefinita (condizione sufficiente ma non necessaria), o sia una matrice semidefinita positiva, o sia una matrice semidefinita negativa. Ciò è equivalente a dire che se la matrice hessiana se ha autovalore strettamente positivo ed uno strettamente negativo il punto sarà un punto sella, ma potrebbe essere un punto sella anche nel caso si abbiano autovalori positivi e almeno un autovalore pari a 0, nel caso della matrice hessiana semi definita positiva, o autovalori negativi e almeno un autovalore pari a 0, nel caso della matrice hessiana semi definita negativa.
Nel caso {\displaystyle n=2}, il grafico della funzione ha una forma intorno a {\displaystyle P} che ricorda la sella di un cavallo. In particolare, esistono due curve passanti per {\displaystyle P} tali che, per la restrizione di {\displaystyle f} su queste curve, {\displaystyle P} è rispettivamente punto di minimo e punto di massimo relativo.

## Esempio
Sia {\displaystyle f(x,y)=x^{2}-y^{2}\;}
Nel punto {\displaystyle P=(0,0)\;} abbiamo un punto stazionario dato che il gradiente è nullo: infatti
{\displaystyle {{\partial f} \over {\partial x}}\left({x{\rm {,}}}y\right)=2x\to {{\partial f} \over {\partial x}}\left({0{\rm {,}}}0\right)=2\cdot 0=0\;}
{\displaystyle {{\partial f} \over {\partial y}}\left({x{\rm {,}}}y\right)=-2y\to {{\partial f} \over {\partial y}}\left({0{\rm {,}}}0\right)=-2\cdot 0=0\;}
La forma quadratica della funzione, nel punto {\displaystyle P=(0,0)\;}, è data dall'espressione sottostante:
{\displaystyle {\frac {\partial ^{2}f}{\partial x^{2}}}\left({0{\rm {,}}}0\right)\cdot a^{2}+2{\frac {\partial ^{2}f}{\partial x\partial y}}\left({0{\rm {,}}}0\right)\cdot ab+{\frac {\partial ^{2}f}{\partial y^{2}}}\left({0{\rm {,}}}0\right)\cdot b^{2}\;}
Ma:
{\displaystyle {\frac {\partial ^{2}f}{\partial x^{2}}}\left({x{\rm {,}}}y\right)=2;}
{\displaystyle {\frac {\partial ^{2}f}{\partial x\partial y}}\left({x{\rm {,}}}y\right)=0;}
{\displaystyle {\frac {\partial ^{2}f}{\partial y^{2}}}\left({x{\rm {,}}}y\right)=-2;}
pertanto, nel punto {\displaystyle P=(0,0)\;}, si ha:
{\displaystyle 2a^{2}-2b^{2}\;}
Si può ora verificare semplicemente (ad esempio tramite la matrice hessiana corrispondente) che la forma quadratica non è né semidefinita positiva né semidefinita negativa, per cui risulta essere indefinita, e quindi il punto {\displaystyle (0,0)} è un punto di sella. 
La matrice hessiana è:
{\displaystyle {\begin{bmatrix}2&0\\0&-2\end{bmatrix}}}
Visto che la matrice hessiana è già in forma diagonale, si vede anche immediatamente che gli autovalori sono {\displaystyle 2} e {\displaystyle -2}: avendo sia un autovalore positivo che uno negativo, la matrice hessiana è, per l'appunto, indefinita.
Si può anche osservare che in questo esempio la forma hessiana è {\displaystyle 2a^{2}-2b^{2}\;} in ogni punto, non solo in {\displaystyle (0,0)}. Questo non è casuale: dipende dal fatto che la funzione data era un polinomio di secondo grado e pertanto le sue derivate parziali seconde sono costanti.